# 海洋交响号
海洋交响号（英语：MS Symphony of the Seas）是皇家加勒比国际邮轮公司建造并拥有的绿洲级邮轮。 截至2017年6月9日，它曾經是世界上最大的客轮，总吨位（GT）达 228,021 英吨，超过了它的姐妹海洋和悦号（Harmony of the Seas）。
海洋交响号建造于法国的圣纳泽尔的 Chantiers de l'Atlantique 造船厂， 是绿洲级邮轮的第四艘船只。

## 建造时间表
- 2015年10月29日，铺设龙骨。
- 2017年6月9日，下水。[12]
- 2018年2月15日至18日，完成海中试航。[13]
- 2018年3月23日，正式移交给皇家加勒比。
- 2018年3月31日，首次载人巡游。
- 2018年4月7日，官方首航。[14]

## 描述
海洋交响号全长362米（1188英尺），总吨位228,081英吨，拥有18层甲板。它可以容纳5518名乘客（双人入住），最多可容纳6680名乘客。
船上设施包含一个儿童水上乐园，一个全尺寸篮球场，一个溜冰场，以及两个43英尺攀岩墙。

## 路线
在它的首个航行季中，海洋交响号会从西班牙巴塞罗那出发开启7日西地中海巡游。2018年10月28日，它会把母港移至美国佛罗里达迈阿密港。2018年11月，它将会开始加勒比海巡游。
当海洋交响号移港到迈阿密之后，它会开启东加勒比航线，从迈阿密出发，途径荷属圣马丁菲利普斯堡、波多黎各圣胡安，以及海地的Labadee。海洋交响号同时也会开启西加勒比航线，途径洪都拉斯罗阿坦、墨西哥的Costa Maya和科苏梅尔岛，以及巴哈马拿骚